# Лука (приток Ваи)
Лука — река в Уренском районе Нижегородской области России. Устье реки находится в 15 км по правому берегу реки Ваи. Длина реки составляет 15 км.
Исток реки находится у деревни Большая Елховка в 20 км к северо-востоку от города Урень. В верхнем течении на реке стоят деревни Большая и Малая Елховка, в нижнем течении река входит в ненаселённый лесной массив. Впадает в Ваю ниже деревни Шиликша.

## Данные водного реестра
По данным государственного водного реестра России относится к Верхневолжскому бассейновому округу, водохозяйственный участок реки — Ветлуга от города Ветлуга и до устья, речной подбассейн реки — Волга от впадения Оки до Куйбышевского водохранилища (без бассейна Суры). Речной бассейн реки — (Верхняя) Волга до Куйбышевского водохранилища (без бассейна Оки).
По данным геоинформационной системы водохозяйственного районирования территории РФ, подготовленной Федеральным агентством водных ресурсов:
- Код водного объекта в государственном водном реестре — 08010400212110000043274
- Код по гидрологической изученности (ГИ) — 110004327
- Код бассейна — 08.01.04.002
- Номер тома по ГИ — 10
- Выпуск по ГИ — 0